# Henry Taube
Henry Taube (Neudorf, 30 novembre 1915 – Palo Alto, 16 novembre 2005) è stato un chimico canadese naturalizzato statunitense.
Ha vinto nel 1983 il premio Nobel per la chimica per il suo "lavoro nello studio del meccanismo delle reazioni con trasferimento di elettroni, specialmente nei complessi metallici". È stato il secondo chimico nato in Canada a vincere il Premio Nobel e rimane l'unico premio Nobel nato in Saskatchewan. Taube ha completato la laurea e il master presso l'Università del Saskatchewan e il dottorato di ricerca presso l'Università della California - Berkeley. Dopo aver terminato la scuola di specializzazione, Taube ha lavorato alla Cornell University, all'Università di Chicago e alla Stanford University.
Oltre al Premio Nobel, Taube ha ricevuto anche molti altri importanti premi scientifici, tra cui la medaglia Priestley nel 1985 e due Guggenheim Fellowship all'inizio della sua carriera (nel 1949 e nel 1955), oltre a numerosi dottorati onorari. La sua ricerca si è concentrata sulle reazioni redox, sui metalli di transizione e sull'uso di composti marcati isotopicamente per seguire le reazioni. Aveva più di 600 pubblicazioni, incluso un libro, e durante la sua carriera aveva seguito più di 200 studenti. Taube e sua moglie Mary ebbero tre figli; suo figlio Karl è antropologo presso l'Università della California a Riverside.

## Biografia
Taube nacque a Neudorf, Saskatchewan, il più giovane di quattro maschi.  I suoi genitori erano di origine tedesca, ed erano emigrati nel Saskatchewan dall'Ucraina nel 1911.  Crescendo, la sua prima lingua fu il basso tedesco. Nel 1700, infatti, Caterina la Grande aveva incoraggiato gli agricoltori dell'Europa centrale a stabilirsi in Russia. Man mano che i diritti da lei concessi a questi coloni venivano gradualmente ridotti, molti coloni si diressero verso il Nord America, e il Saskatchewan offriva buoni terreni agricoli e altri incentivi per gli immigrati. Taube in seguito ebbe modo di osservare: "Certamente, non c'è nulla nei miei primi 21 anni in Saskatchewan che, preso nel contesto di quei tempi, vorrei cambiare. Tra le cose che ho maggiormente apprezzato c'è la meravigliosa esperienza di crescere in una fattoria, che mi ha insegnato ad apprezzare la natura e anche ad assumermi le mie responsabilità nel compiere il mio dovere... ".
A 12 anni, Taube lasciò la sua città natale e si trasferì a Regina per frequentare il Luther College dove completò il liceo. Dopo il diploma, Taube rimase al Luther College e lavorò come assistente di laboratorio per Paul Liefeld, permettendogli di frequentare le lezioni universitarie del primo anno. Taube frequentò l'Università del Saskatchewan, ricevendo il Bachelor of Science nel 1935 e il suo Master of Science nel 1937. Il suo consulente di tesi all'Università del Saskatchewan era John Spinks. Durante gli anni universitari, Taube studiò con Gerhard Herzberg, che si sarebbe aggiudicato il premio Nobel per la chimica nel 1971. Si trasferì all'Università della California a Berkeley, dove completò i suoi studi di dottorato nel 1940. Il suo mentore di dottorato era William Bray. La tesi di laurea di Taube si concentrava sulla fotodecomposizione del biossido di cloro (ClO2) e di perossido di idrogeno (H2O2) in soluzione.
Dopo aver completato gli studi universitari, Taube divenne un cittadino naturalizzato degli Stati Uniti nel 1942. Taube sposò sua moglie Mary nel 1952. Ebbero tre figli, Karl, Heinrich e Linda. La figliastra, Marianna, è morta di cancro nel 1998. Anche dopo aver interrotto i suoi progetti di ricerca attiva nel 2001, Taube continuò a essere disponibile come revisore e consulente, benché il suo obiettivo principale, come da lui stesso dichiarato, era "godersi la vita".  Oltre alla chimica, Taube aveva vari interessi tra cui l'opera lirica, la musica classica e il giardinaggio. Nel 2003 è stato uno dei 22 premi Nobel che hanno firmato l'Humanist Manifesto.

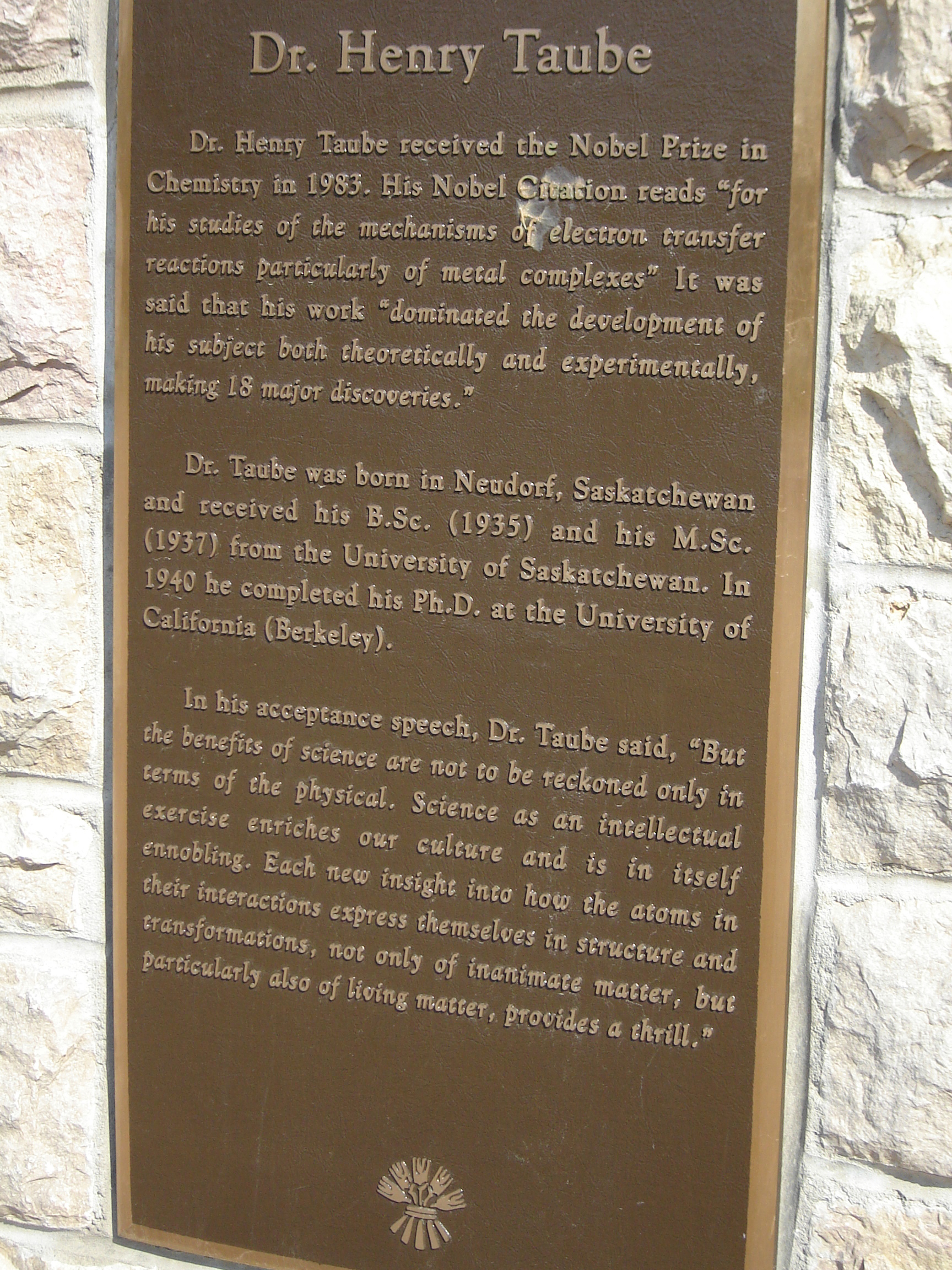
Targa commemorativa al College Building (Saskatchewan)

Henry Taube è morto nella sua casa di Palo Alto, in California, il 16 novembre 2005, all'età di 89 anni.

## Ricerca e carriera accademica

### Dopo il dottorato
Dopo aver completato la sua formazione, Taube rimase negli Stati Uniti, diventando insegnante di Chimica a Berkeley fino al 1941. Inizialmente volle tornare in Canada per lavorare, ma non ricevette risposta quando fece domanda nelle principali università canadesi. Da Berkeley, ha lavorato come insegnante e assistente presso la Cornell University fino al 1946. Durante la seconda guerra mondiale, Taube fece parte del National Defence Research Committee.  Dal 1946 al 1961 rimase presso l'Università di Chicago come assistente, professore associato e professore ordinario. Fu inoltre presidente del dipartimento di Chimica a Chicago dal 1956 al 1959, ma non apprezzava le faccende amministrative. Dopo aver lasciato Chicago, Taube lavorò come professore alla Stanford University fino al 1986,  posizione che gli permise di concentrarsi sulla ricerca a fianco dell'insegnamento. Nel 1986 divenne professore emerito a Stanford , ma ha continuato a svolgere ricerche fino al 2001 e ha visitato i suoi laboratori ogni giorno fino alla morte, avvenuta nel 2005. Taube ha lavorato come consulente presso il Los Alamos National Laboratory dal 1956 agli anni settanta.

### Interessi di ricerca
La ricerca iniziale di Taube alla Cornell University si concentrò sulle stesse aree studiate dopo la laurea: agenti ossidanti contenenti ossigeno, alogeni e reazioni redox che caratterizzano queste specie. Ha usato l'ossigeno-18 marcato isotopicamente e il cloro radioattivo per studiare queste reazioni. Fu premiato dall'American Chemical Society nel 1955 per i suoi studi sugli isotopi.
L'interesse di Taube per la chimica di coordinazione nacque quando questi venne scelto per sviluppare un corso di chimica inorganica avanzata all'Università di Chicago. Non era però in grado di trovare molte informazioni nei libri di testo disponibili al momento. Taube si rese conto che il suo lavoro sulla sostituzione del carbonio nelle reazioni organiche poteva essere correlato ai complessi inorganici. Nel 1952, Taube pubblicò una ricerca su Chemical Reviews relativa al legame tra la velocità delle reazioni chimiche e la struttura elettronica dei composti di coordinazione in esse coinvolti. Questa ricerca è stata la prima a riconoscere la correlazione tra il tasso di sostituzione del ligando e la configurazione elettronica d del metallo.  La scoperta chiave di Taube è stata il modo in cui le molecole costruiscono un tipo di "ponte chimico" piuttosto che scambiare semplicemente elettroni, come si pensava in precedenza. L'identificazione di questo passaggio intermedio ha spiegato perché si sono verificate reazioni tra metalli e ioni simili a velocità differenti. Il suo articolo su Chemical Reviews è stato sviluppato durante il periodo sabbatico alla fine degli anni quaranta. Un articolo su Science ha definito questo articolo "uno dei veri classici della chimica inorganica" dopo l'annuncio del suo premio Nobel.  Taube ha studiato rutenio e osmio, entrambi gli elementi con un'alta capacità di retrodonazione π. Questo tipo di donazione di elettroni è stato fondamentale nello studio del modo in cui gli elettroni vengono trasferiti tra le molecole in una reazione chimica.
Guardando indietro alle sue ricerche, Taube ha spiegato che a volte aveva difficoltà a trovare studenti laureati disposti a lavorare su reazioni di trasferimento di elettroni, poiché preferivano lavorare su progetti più "eccitanti" nel suo laboratorio concentrandosi sugli effetti dei traccianti isotopici e della cinetica. Taube riteneva che il "difetto principale" tra la sua correlazione tra la configurazione elettronica e la sostituzione del ligando era che fosse descritto principalmente in termini di teoria del legame di valenza, poiché la teoria del campo cristallino e la teoria del campo dei ligandi non erano ben stabilite quando pubblicò il suo lavoro nel 1952.

## Premi e onorificenze

### Premio Nobel
Taube ha ricevuto il premio Nobel per la chimica nel 1983 "per il suo lavoro sui meccanismi delle reazioni di trasferimento di elettroni, specialmente nei complessi metallici".  Ha ricevuto il suo premio l'8 dicembre 1983, con il discorso di presentazione tenuto da Ingvar Lindqvist dell'Accademia reale svedese delle scienze.  Il suo premio Nobel è stato il secondo premio assegnato a un chimico di origine canadese (il primo era stato William Giauque). La vittoria di Taube fu la prima per un chimico inorganico dal 1913 (nel quale aveva vinto Alfred Werner), rompendo una lunga serie di riconoscimenti conferiti ai chimici organici.  Il suo articolo iniziale su Chemical Reviews aveva 30 anni al momento dell'ottenimento del Premio Nobel, ma la correlazione che descrisse tra il tasso di sostituzione dei ligandi e la configurazione elettronica per i complessi di coordinazione dei metalli di transizione era ancora la teoria predominante sulla chimica di reazione di questi composti.  Dopo aver ricevuto il premio Nobel, Taube notò un vantaggio secondario dovuto al prestigioso riconoscimento: i suoi studenti prestavano maggiore attenzione durante le lezioni.

### Altri riconoscimenti
Taube fu accettato come membro della National Academy of Sciences nel 1959. Il presidente Jimmy Carter ha consegnato a Taube la National Medal of Science del 1976 "come riconoscimento dei contributi alla comprensione della reattività e dei meccanismi di reazione nella chimica inorganica". Nel 1985, Taube ricevette il più alto riconoscimento della American Chemical Society, la medaglia Priestley, che viene assegnata per riconoscere "distinti servizi alla chimica".  È stato insignito della Guggenheim Fellowships nel 1949 e nel 1955. Taube è stato nominato membro onorario del College of Chemists of Catalonia and Beleares (1984), della Canadian Society of Chemists (1986) e dell'Accademia ungherese delle scienze (1988). È anche divenuto membro onorario della Royal Society of Chemistry (1989) e della Indian Chemical Society (1989) ed è stato eletto membro della Royal Society (FRS) nel 1988. Taube ha ricevuto varie lauree honoris causa da molte istituzioni, tra cui l'Università di Saskatchewan (1973), l'Università di Chicago (1983), il Polytechnic Institute of New York (1984), la State University of New York Stony Brook (1985), l'Università di Guelph (1987), Seton Hall University (1988), Lajos Kossuth University di Debrecen in Ungheria (1988) e la Northwestern University (1990).

### Eredità
Nel 1981, Taube divenne membro fondatore del Consiglio culturale mondiale. A partire dal 1997, Taube ha realizzato oltre 600 pubblicazioni e lavorato con oltre 250 studenti. Ha pubblicato un libro, Electron Transfer Reactions of Complex Ions in Solution (Current Chemical Concepts) nel 1970. I suoi studenti hanno avuto incarichi di docenza in molte prestigiose università, tra cui Cornell, Rutgers University, Georgetown University e Georgia Institute of Technology. Insieme allo studente laureato Carol Creutz, ha dato il nome al complesso Creutz-Taube, un complesso metallico con la formula [Ru(NH3)5]2(C4H4N2)5+.   I suoi contributi alla ricerca sono stati onorati in vari modi, tra cui un simposio all'incontro annuale dell'American Chemical Society del 1982. La serie annuale Progress in Inorganic Chemistry ha dedicato il suo trentesimo volume a Taube, intitolato "Un apprezzamento di Henry Taube". Il Luther College di Regina offre una borsa di studio annuale a uno studente di scienze in entrata in onore di Taube e del suo insegnante di scienze, Paul Liefeld.  È stata organizzata una serie di seminari in onore del suo lavoro a Stanford. Taube tenne la conferenza inaugurale della serie.
I colleghi ricordano Taube come uno scienziato appassionato, Jim Collman di Stanford disse che "Henry era uno scienziato e una figura dominante nel campo della chimica inorganica". Harry Gray, un professore del California Institute of Technology, disse: "Era unico nel suo genere, un modello e un leader che tutti abbiamo ammirato e amato". L'ex studente Peter Ford ricorda che Taube "ha reso la chimica non solo interessante e stimolante, ma anche molto divertente".

## Pubblicazioni
- Taube, H., Jackson, J. A. & J. F. Lemons. "Oxygen-17 NMR Shifts Caused by Cr{Sup ++} in Aqueous Solutions", Los Alamos Scientific Laboratory, United States Department of Energy (precedentemente Commissione per l'energia atomica), 1962
- Taube, H. "Reactions of Solvated Ions Final Report", University of Chicago, United States Department of Energy, 24 settembre 1962
- Taube, H. & A. Viste. "Isotopic Discrimination of Some Solutes in Liquid Ammonia", University of Chicago, Stanford University, United States Department of Energy, 1966
- Taube, H. "Final Technical Report of Research", Stanford University, United States Department of Energy, 3 aprile 1972